# Olga Zajcewa (lekkoatletka)
Olga Igoriewna Zajcewa (ros. Ольга Игоревна Зайцева; ur. 10 listopada 1984 w Królewcu) – rosyjska lekkoatletka specjalizująca się w biegach sprinterskich oraz w skoku w dal.

## Sukcesy sportowe
- mistrzyni Rosji w biegu na 200 metrów – 2006[1]
- mistrzyni Rosji w skoku w dal – 2011[2]
- halowa mistrzyni Rosji w biegu na 400 metrów – 2008[3]

| Rok  | Miasto   | Zawody                         | Konkurencja                      | Wynik                     |
| ---- | -------- | ------------------------------ | -------------------------------- | ------------------------- |
| 2005 | Erfurt   | Młodzieżowe mistrzostwa Europy | bieg na 400 m sztafeta 4 × 400 m | złoty medal               |
| 2006 | Göteborg | Mistrzostwa Europy             | sztafeta 4 × 400 m bieg na 400 m | złoty medal brązowy medal |
| 2011 | Rieti    | Rieti IAAF Grand Prix          | skok w dal                       | 1. miejsce                |
| 2011 | Zagrzeb  | Hanžeković Memorial            | skok w dal                       | 1. miejsce                |

## Rekordy życiowe
- bieg na 100 metrów (stadion) – 11,65 – Tallinn 03/06/2008
- bieg na 200 metrów (stadion) – 22,67 – Tuła 14/06/2006
- bieg na 200 metrów (hala) – 23,35 – Moskwa 27/01/2008
- bieg na 400 metrów (stadion) – 49,49 – Tuła 16/07/2006
- bieg na 400 metrów (hala) – 50,15 – Moskwa 25/01/2006
- skok w dal (stadion) – 7,01 – Czeboksary 22/07/2011

Halowa rekordzistka świata w sztafecie 4 × 400 metrów – Glasgow 28/01/2006 (wspólnie z Olgą Kotlarową, Juliją Guszcziną i Olesią Forszewą).